# Phoenix Mercury
Die Phoenix Mercury sind eine Mannschaft der nordamerikanischen Frauen-Basketball-Profiliga WNBA (Women’s National Basketball Association). Seine Heimspiele trägt das Team in der PHX Arena in Phoenix, Arizona aus.
Die Mercury sind das Schwesterteam der Phoenix Suns in der NBA. Der Teamname stammt vom Planeten Merkur (engl. Mercury), da der Merkur der nächstgelegene Planet zur Sonne (englisch Sun) ist.
2007 und 2009 gewannen die Mercury, angeführt von Cappie Pondexter und Diana Taurasi die WNBA-Meisterschaft. 2014 folgte der dritte Titelgewinn.

## Geschichte

### Guter Start (1997 bis 2000)
Die Phoenix Mercury sind eines der acht Gründungsmitglieder der WNBA. In der ersten Saison erzielten die Mercury die beste Bilanz der regulären Saisons in der Western Conference, scheiterte aber in der ersten Playoff-Runde an den New York Liberty.
1998 konnte das Team die Anzahl der Siege zwar steigern platzierte sich aber in der Westen Conference diesmal hinter den Houston Comets. Aber nach einem Erfolg in der Playoff-Serie gegen die Cleveland Rockers erreichte man erstmals die WNBA-Finals. Wie in der regulären Saison musste man sich dort mit dem zweiten Platz hinter den dominierenden Comets zufriedengeben.
Nachdem in der folgenden Saison die Playoffs knapp verpasst wurden, konnten die Mercury 2000 nochmals die Playoffs erreichen, scheiterten aber deutlich in der ersten Playoff-Runde an den Los Angeles Sparks.

### Erfolglose Jahre (2001 bis 2006)
In den folgenden sechs Saisons spielten die Mercury nicht mehr erfolgreich und verpassten somit sechsmal in Folge die Playoffs. Dabei wurde aber viermal die Postseason nur um einen Platz verpasst. Während dieser Zeit wurde aber durch frühe Draft-Picks die Voraussetzungen für die späteren Erfolge geschaffen.

### Zeit der Meisterschaften (2007 bis 2014)
Nachdem das Team lange nicht die Playoffs erreicht hatte, spielten die Mercury 1997 eine starke reguläre Saison, konnten frühzeitig den Playoff-Einzug sichern und abschließend sogar die beste Bilanz der Western Conference erzielen. Nach deutlichen Erfolgen in den Playoffs über die Seattle Storm und die San Antonio Silver Stars stand man zum zweiten Mal in der Vereinsgeschichte in den WNBA Finals. Diesmal konnte diese in fünf Partien gegen die Detroit Shock gewonnen werden und somit der WNBA-Titel nach Phoenix geholt werden. In der nächsten Saison erfolgte ein großer Absturz. Der Titel konnte nicht verteidigt werden, es wurden sogar die Playoffs nicht erreicht und abschließend beendete man die Saison auf dem letzten Tabellenplatz in der Western Conference. In der Saison 2009 ging das Auf und Ab weiter. Die Mannschaft konnte sich wieder steigern und erreichte wieder die Playoffs. Nach Erfolgen über die San Antonio Silver Stars und die Los Angeles Sparks konnte man wieder in die Finals einziehen und wieder konnte man die Finalserie im fünften und entscheidenden Spiel für sich entscheiden. Diesmal waren die Indiana Fever das unterlegene Team. Nach vier Saisons, in denen sich Meisterschaft und frühzeitiges Scheitern abwechselten, wurde in der Saison 2010 erstmals seit zehn Jahren wieder eine Playoff-Serie verloren und die Spielzeit endete für die Mercury nach den Conference Finals. Diese Runde sollte auch in den nächsten Jahren regelmäßig Endstation sein. In den sechs Saisons von 2010 bis 2015 scheiterte das Team viermal in dieser Runde. Dabei war jeweils der spätere WNBA-Meister das gegnerische Team. 2012 spielten die Mercury die schlechteste Saison der Vereinsgeschichte mit nur sieben Siegen und ohne Playoff-Teilnahme. Nach einer Steigerung in der Saison 2013 konnte das Team 2014 die dritte Meisterschaft erringen. Die Gegner in den Playoffs waren die Los Angeles Sparks, die Minnesota Lynx und im Finale die Chicago Sky. Dies war die erste Meisterschaft des Teams, die errungen werden konnte, nachdem in der Vorsaison die Playoffs erreicht werden konnten.

### Warten auf die nächste Meisterschaft (seit 2015)
2016 erreichte das Team aus Phoenix mit der viertbesten Bilanz der Western Conference knapp die Playoffs. Obwohl die Mercury als achtbestes Team der WNBA in den ersten beiden Runden des neuen Playoff-Systems Auswärtsspiele bestreiten musste, wurden die Teams aus Indiana und New York besiegt und man erreichte das WNBA-Halbfinale, in den man sich den Minnesota Lynx deutlich geschlagen geben musste. Damit scheiterte man in den Playoffs erstmals seit der Saison 2000 nicht am späteren Meister. Auch im Jahr 2017 erreichten die Mercury wieder die Playoffs und überstand dort die ersten beiden Runden erfolgreich. Diesmal endete die Saison mit einer deutlichen Niederlage im WNBA-Halbfinale gegen die Los Angeles Sparks. In der Saison 2018 konnten die Mercury in der regulären Saison die Anzahl der Siege weiter steigern. Auch in der dritten Spielzeit mit dem neuen Playoff-Format verliefen die Playoff für die Mercury identisch. Nach Erfolgen in den ersten beiden Runden endete die Saison mit der Niederlage im WNBA-Semifinale, diesmal gegen das Team der Seattle Storm. Die Mercury standen damit zum sechsten Mal in Serie zumindest im Playoff-Halbfinale. Diese Serie endete 2019. Die Mercury erreichten trotz einer negativen Bilanz zwar wieder die Playoffs, scheiterten aber in der 1. Runde am Team der Chicago Sky. In der Corona-betroffenen Saison 2020 erspielten die Mercury wieder eine positive Bilanz, scheiterten in der 2. Playoff-Runde am Team der Lxny. Auch in der Spielzeit 2021 beendeten die Mercury die reguläre Saison mit mehr Siegen als Niederlagen, mussten aber schon in der 1. Runde in die Playoffs einsteigen. Durch Erfolge gegen die Teams aus New York, Seattle und Las Vegas konnten die Finals erreicht werden und waren damit eines der beiden ersten Teams in WNBA, dem das in diesem Playoff-Format gelang. Die WNBA-Finals gingen dann gegen die Chicago Sky verloren, die sich ebenfalls durch alle Runden spielen mussten. 2022 konnte zum zehnten Mal in Folge die Playoffs erreicht werden. Diesmal endeten sie aber frühzeitig mit einer Niederlage gegen den späteren Meister aus Las Vegas.

## Spielstätte
| Saison | Zuschauer- schnitt | WNBA-Zu- schauerschnitt |
| ------ | ------------------ | ----------------------- |
| 1997   | 13.703             | 9.669                   |
| 1999   | 13.765             | 10.869                  |
| 1999   | 12.219             | 10.207                  |
| 2000   | 10.130             | 9.074                   |
| 2001   | 8.561              | 9.075                   |
| 2002   | 8.737              | 9.228                   |
| 2003   | 8.501              | 8.800                   |
| 2004   | 7.638              | 8.613                   |
| 2005   | 7.302              | 8.172                   |
| 2006   | 7.495              | 7.476                   |
| 2007   | 7.711              | 7.742                   |
| 2008   | 8.522              | 7.948                   |
| 2009   | 8.523              | 8.039                   |
| 2010   | 8.982              | 7.834                   |

| Saison | Zuschauer- schnitt | WNBA-Zu- schauerschnitt |
| ------ | ------------------ | ----------------------- |
| 2011   | 9.167              | 7.954                   |
| 2012   | 7.814              | 7.452                   |
| 2013   | 8.557              | 7.531                   |
| 2014   | 9.557              | 7.578                   |
| 2015   | 9.946              | 7.318                   |
| 2016   | 10.351             | 7.655                   |
| 2017   | 9.913              | 7.716                   |
| 2018   | 9.950              | 6.769                   |
| 2019   | 10.193             | 6.535                   |
| 2020   | Covid-19           | Covid-19                |
| 2021   | 5.849              | 2.620                   |
| 2022   | 7.974              | 5.646                   |
| 2023   | 9.197              | 6.615                   |
| 2024   | 10.715             | 9.807                   |

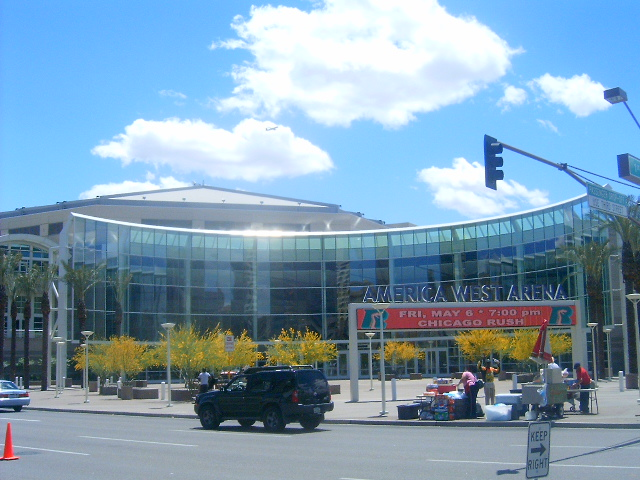
Die America West Arena (2005)

Die Phoenix Mercury tragen ihre Heimspiele seit ihrer Gründung in der Footprint Center in Phoenix aus. Während dieser Zeit trug die Arena auch die Namen America West Arena (1992 bis 2005) und US Airways Center (2005 bis 2015). Derzeit ist die Arena außerdem Heimat des NBA-Teams der Phoenix Suns und der Arizona Rattlers aus der (AFL). Außerdem spielten dort zeitweilig die Arizona Sandsharks (CISL), die Phoenix Coyotes (NHL) und die Phoenix RoadRunners (ECHL). Zur Saison 2020 sollten die Mercury in das Arizona Veterans Memorial Coliseum wechseln. Die Spiele wurden aber in die IMG Academy verlegt. In der Saison 2022 spielen sie wieder im Footprint Center.

### Zuschauerzahlen
Die Zuschauerzahlen der Mercury lagen zu Beginn des Teams und der WNBA zum Teil deutlich über dem WNBA-Durchschnitt. Mit dem Ausbleiben sportlicher Erfolge sanken auch die Zuschauerzahlen in Phoenix und lagen teilweise sogar unter dem Liga-Schnitt. Erst mit den sportlichen Erfolgen seit der WNBA-Meisterschaft 2007 nahmen die Zuschauerzahlen wieder zu und der Zuschauerzuspruch liegt mittlerweile wieder deutlich über dem WNBA-Schnitt. Dabei wurde von 2014 bis 2016 sogar der beste Schnitt in der WNBA erzielt und danach zählte man weiterhin zu den Top 3 Teams der Liga. Teilweise wurden sogar im Durchschnitt fünfstellige Zuschauerzahlen erzielt.

## Erfolge und Ehrungen

### Sportliche Erfolge
Die Mercury konnten in den Saisons 2007, 2009 und 2014 die WNBA-Meisterschaft gewinnen, damit sind die Mercury nach den Minnesota Lynx und den nicht mehr existierenden Houston Comets eines der erfolgreichsten Franchises der WNBA. 1997 sowie in den drei Meisterschaftssaisons war das Team auch das beste der regulären Saisons in der Western Conference.

### Individuelle Auszeichnungen
Ähnlich wie bei den Teamerfolgen waren die Mercury auch bei individuellen Auszeichnungen regelmäßig erfolgreich. Besonders erfolgreich war dabei Diana Taurasi, die mehr als die Hälfte dieser Auszeichnungen für das Team erhielt.
Finals MVP Award: Die Mercury konnten 2007, 2009 und 2014 die Meisterschaft gewinnen, und wie üblich ging die Auszeichnung zur besten Spielerin der WNBA-Finals an das siegreiche Team. Diana Taurasi erhielt diese Auszeichnung dabei zweimal.
- 2007 – Cappie Pondexter
- 2009 – Diana Taurasi
- 2014 – Diana Taurasi

Most Valuable Player Award: Bisher könnte mit Diana Taurasi erst eine Spielerin der Mercury diese wichtige Auszeichnung gewinnen.
- 2009 – Diana Taurasi

Peak Performer: Die Ehrungen für die besten statistischen Werte gingen bisher siebenmal an Spielerinnen der Mercury. Die meisten Auszeichnungen wurden dabei von Diana Taurasi errungen. Sie trat dabei fünfmal als Top-Scorer der Liga hervor. Erst ab 2017 war mit Brittney Griner eine weitere Spielerin der Mercury erfolgreich.
- 2006 – Diana Taurasi (Punkte)
- 2008 – Diana Taurasi (Punkte)
- 2009 – Diana Taurasi (Punkte)
- 2010 – Diana Taurasi (Punkte)
- 2011 – Diana Taurasi (Punkte)
- 2014 – Diana Taurasi (Assists)
- 2017 – Brittney Griner (Punkte)
- 2019 – Brittney Griner (Punkte)

Coach of the Year Award : Die Auszeichnung für den besten Trainer der regulären Saison ging im Jahr der dritten WNBA-Meisterschaft erstmals nach Phoenix.
- 2014 – Sandy Brondello

Kim Perrot Sportsmanship Award: Mit Jennifer Gillom wurde bisher einmal eine Spielerin des Teams wegen ihres guten sportlichen Verhaltens mit dem Kim Perrot Sportsmanship Award ausgezeichnet.
- 2002 – Jennifer Gillom

Rookie of the Year Award: Bisher erhielt nur Diana Taurasi die Auszeichnung des besten Neulings in der WNBA.
- 2004 – Diana Taurasi

Defensive Player of the Year Award: Die Auszeichnung erhielt bisher nur eine Spielerin der Mercury, Brittney Griner konnte die Auszeichnung als beste defensive Spielerin aber zwei Saisons in Folge gewinnen.
- 2014 – Brittney Griner
- 2015 – Brittney Griner

Sixth Woman of the Year Award: Die Auszeichnung erhielt bisher nur eine Spielerin des Teams, DeWanna Bonner konnte die Auszeichnung als beste Ergänzungsspielerin drei Saisons in Folge gewinnen.
- 2009 – DeWanna Bonner
- 2010 – DeWanna Bonner
- 2011 – DeWanna Bonner

 Most Improved Player Award: 2019 wurde Leilani Mitchell als erste Spielerin der Sparks als meist verbesserte Spielerin der Saison mit diesem Award ausgezeichnet.
- 2019 – Leilani Mitchell

### Saisonübersicht
Abkürzungen: Sp. = Spiele, S = Siege, N = Niederlagen
| Saison | Sp. | S   | N   | Siege in % | Platz                  | Playoffs |
| 1997   | 28  | 16  | 12  | 57,1       | 1., Western Conference | Niederlage im WNBA-Semifinal, 0:1 New York Liberty |
| 1998   | 30  | 19  | 11  | 63,3       | 2., Western Conference | Sieg in den WNBA-Semifinals, 2:1 (Cleveland Rockers) Niederlage in den WNBA-Finals, 1:2 (Houston Comets)                                                                                  |
| 1999   | 32  | 15  | 17  | 46,9       | 4., Western Conference | nicht qualifiziert |
| 2000   | 32  | 20  | 12  | 62,5       | 4., Western Conference | Niederlage in den Conference Semifinal, 0:2 (Los Angeles Sparks) |
| 2001   | 32  | 13  | 19  | 40,6       | 5., Western Conference | nicht qualifiziert |
| 2002   | 32  | 11  | 21  | 34,4       | 7., Western Conference | nicht qualifiziert |
| 2003   | 34  | 8   | 26  | 23,5       | 7., Western Conference | nicht qualifiziert |
| 2004   | 34  | 17  | 17  | 50,0       | 5., Western Conference | nicht qualifiziert |
| 2005   | 34  | 16  | 18  | 47,1       | 5., Western Conference | nicht qualifiziert |
| 2006   | 34  | 18  | 16  | 52,9       | 5., Western Conference | nicht qualifiziert |
| 2007   | 34  | 23  | 11  | 67,6       | 1., Western Conference | Sieg in Conference Semifinal, 2:0 (Seattle Storm) Sieg in den Conference Finals, 2:0 (San Antonio Silver Stars) WNBA-Meister, 3:2 (Detroit Shock)                                         |
| 2008   | 34  | 16  | 18  | 47,1       | 7., Western Conference | nicht qualifiziert |
| 2009   | 34  | 23  | 11  | 67,6       | 1., Western Conference | Sieg in den Conference Semifinals, 2:1 (San Antonio Silver Stars) Sieg in den Conference Finals, 2:0 (Los Angeles Sparks) WNBA-Meister, 3:2 (Indiana Fever)                               |
| 2010   | 34  | 15  | 19  | 44,1       | 2., Western Conference | Sieg in den Conference Semifinals, 2:0 (San Antonio Silver Stars) Niederlage in den Conference Finals, 0:2 (Seattle Storm)                                                                |
| 2011   | 34  | 19  | 15  | 55,9       | 3., Western Conference | Sieg in den Conference Semifinals, 2:1 (Seattle Storm) Niederlage in den Conference Finals, 0:2 (Minnesota Lynx)                                                                          |
| 2012   | 34  | 7   | 27  | 20,6       | 6., Western Conference | nicht qualifiziert |
| 2013   | 34  | 19  | 15  | 55,9       | 3., Western Conference | Sieg in den Conference Semifinals, 2:1 (Los Angeles Sparks) Niederlage in den Conference Finals, 0:3 (Minnesota Lynx)                                                                     |
| 2014   | 34  | 29  | 5   | 85,3       | 1., Western Conference | Sieg in den Conference Semifinals, 2:0 (Los Angeles Sparks) Sieg in den Conference Finals, 2:1 (Minnesota Lynx) WNBA-Meister, 3:0 (Chicago Sky)                                           |
| 2015   | 34  | 20  | 14  | 58,8       | 2., Western Conference | Sieg in den Conference Semifinals, 2:0 (Tulsa Shock) Niederlage in den Conference Finals, 0:2 (Minnesota Lynx)                                                                            |
| 2016   | 34  | 16  | 18  | 47,1       | 4., Western Conference | Sieg in der 1. Runde, 1:0 (Indiana Fever) Sieg in der 2. Runde, 1:0 (New York Liberty) Niederlage in den WNBA-Semifinals, 0:3 (Minnesota Lynx)                                            |
| 2017   | 34  | 18  | 16  | 52,9       | 3., Western Conference | Sieg in der 1. Runde, 1:0 (Seattle Storm) Sieg in der 2. Runde, 1:0 (Connecticut Sun) Niederlage in den WNBA-Semifinals, 0:3 (Los Angeles Sparks)                                         |
| 2018   | 34  | 20  | 14  | 58,8       | 2., Western Conference | Sieg in der 1. Runde, 1:0 (Dallas Wings) Sieg in der 2. Runde, 1:0 (Connecticut Sun) Niederlage in den WNBA-Semifinals, 2:3 (Seattle Storm)                                               |
| 2019   | 34  | 15  | 19  | 44,1       | 5., Western Conference | Niederlage in der 1. Runde, 0:1 (Chicago Sky) |
| 2020   | 22  | 13  | 9   | 59,1       | 5., Western Conference | Sieg in der 1. Runde, 1:0 (Washington Mystics) Niederlage in der 2. Runde, 0:1 (Minnesota Lynx)                                                                                           |
| 2021   | 32  | 19  | 13  | 59,4       | 4., Western Conference | Sieg in der 1. Runde, 1:0 (New York Liberty) Sieg in der 2. Runde, 1:0 (Seattle Storm) Sieg in den WNBA Semifinals, 3:2 (Chicago Sky) Niederlage in den WNBA Finals, 1:3 (Las Vegas Aces) |
| 2022   | 36  | 15  | 21  | 41,7       | 4., Western Conference | Niederlage in der 1. Runde 0:2 (Las Vegas Aces) |
| 2023   | 40  | 9   | 31  | 22,5       | 6., Western Conference | nicht qualifiziert |
| 2024   | 40  | 19  | 21  | 47,5       | 4., Western Conference | Niederlage in der 1. Runde 0:2 (Minnesota Lynx) |
| Gesamt | 934 | 468 | 466 | 50,1       |                        | 18 Playoff-Teilnahmen in 28 Saisons 39 Serien: 24 Siege, 15 Niederlagen 90 Spiele: 47 Siege, 43 Niederlagen (52,2 %)                                                                      |

## Trainer
- Cheryl Miller (1997–2000)
- Cynthia Cooper (2001–2002)
- Linda Sharp (2002)
- John Shumate (2003)
- Carrie Graf (2004–2005)
- Paul Westhead (2006–2007)
- Corey Gaines (2008–2013)
- Russ Pennell (2013)
- Sandy Brondello (2014–2021)
- Vanessa Nygaard (2022–2023)
- Nikki Blue (2023)
- Nate Tibbetts (Seit 2024)

## Spielerinnen

### Kader der Saison 2023
Stand: 5. Juni 2023
| Nr. | Land               | Name                 | Position | Geburtsdatum | Erfahrung in WNBA | College                               |
| --- | ------------------ | -------------------- | -------- | ------------ | ----------------- | ------------------------------------- |
| 1   | Vereinigte Staaten | Sug Sutton           | Guard    | 17.12.1998   | 1 Saison          | University of Texas at Austin         |
| 2   | Vereinigte Staaten | Evina Westbrook      | Guard    | 28.09.1998   | 1 Saisons         | University of Connecticut             |
| 3   | Vereinigte Staaten | Diana Taurasi        | Guard    | 11.06.1982   | 18 Saisons        | University of Connecticut             |
| 4   | Vereinigte Staaten | Skylar Diggins-Smith | Guard    | 02.08.1990   | 9 Saisons         | University of Notre Dame              |
| 8   | Vereinigte Staaten | Moriah Jefferson     | Guard    | 08.03.1994   | 6 Saisons         | University of Connecticut             |
| 9   | Vereinigte Staaten | Sophie Cunningham    | Guard    | 16.8.1996    | 4 Saison          | University of Missouri                |
| 10  | Vereinigte Staaten | Megan Gustafson      | Center   | 13.12.1996   | 4 Saisons         | University of Iowa                    |
| 11  | Vereinigte Staaten | Shey Peddy           | Guard    | 28.10.1988   | 4 Saisons         | Temple University                     |
| 12  | Vereinigte Staaten | Michaela Onyenwere   | Forward  | 10.08.1999   | 2 Saisons         | University of California, Los Angeles |
| 21  | Vereinigte Staaten | Brianna Turner       | Forward  | 05.07.1996   | 4 Saisons         | University of Notre Dame              |
| 30  | Vereinigte Staaten | Kadi Sissoko         | Forward  | 25.01.1999   | Rookie            | University of Southern California     |
| 42  | Vereinigte Staaten | Brittney Griner      | Center   | 18.10.1990   | 9 Saisons         | Baylor University                     |

### Erstrunden-Wahlrechte beim WNBA Draft
| Name             | Jahr | Draft-Position |
| ---------------- | ---- | -------------- |
| Toni Foster      | 1997 | 8.             |
| Maria Stepanova  | 1998 | 8.             |
| Edna Campbell    | 1999 | 10.            |
| Kristen Veal     | 2001 | 13.            |
| Plenette Pierson | 2003 | 4.             |
| Diana Taurasi    | 2004 | 1.             |
| Chandi Jones     | 2004 | 8.             |
| Sandora Irvin    | 2005 | 3.             |

| Name              | Jahr | Draft-Position |
| ----------------- | ---- | -------------- |
| Cappie Pondexter  | 2006 | 2.             |
| Lindsey Harding   | 2007 | 1.             |
| LaToya Pringle    | 2008 | 13.            |
| DeWanna Bonner    | 2009 | 5.             |
| Samantha Prahalis | 2012 | 6.             |
| Brittney Griner   | 2013 | 1.             |
| Isabelle Harrison | 2015 | 12.            |
| Courtney Williams | 2016 | 2.             |

Seit 1997 hatte der Klub in 21 Saisons nur 16 Draftrechte in der ersten Runde des WNBA Drafts. Insgesamt sechsmal hatten die Mercury aufgrund von Trades keinen Draft-Pick in der ersten Runde. Nur im WNBA Draft 2001 konnten bisher zwei Spielerinnen in der ersten Runde des Drafts ausgewählt werden.
Das Team aus Arizona konnte bisher dreimal die erste Spielerin im Draft auswählen. Mit Diana Taurasi (2004) konnte ein Top-Draftpick die in sie gesteckten Erwartungen erfüllen und wurden nach ihren ersten Saisons in der WNBA zum besten Neuling des Jahres gewählt. Lindsey Harding (2007) wurde noch vor Saisonbeginn zu den Minnesota Lynx transferiert. Brittney Griner (2013) errang diese Ehrung nicht, ist aber seitdem ein wichtiger Bestandteil der Mannschaft.
In der Saison 2017 standen mit Diana Taurasi und Brittney Griner noch zwei von dem Team in der ersten Runde des Drafts ausgewählten Spielerinnen im Kader des Klubs.

### Ehemalige Spielerinnen
- Marlies Askamp
- DeWanna Bonner
- Kayte Christensen
- Anna DeForge
- Jennifer Gillom
- Lisa Harrison
- Carolyn Moos
- Plenette Pierson
- Brandy Reed
- Marija Stepanowa
- Lindsay Taylor
- Adrian Williams-Strong

### Zurückgezogene Trikotnummern
Die Trikotnummern folgender Spieler werden von den Mercury nicht mehr vergeben:
| Gesperrte Trikotnummern |               |          |           |
| Spielerinnen            |               |          |           |
| #                       | Name          | Position | Zeitraum  |
| 7                       | Michele Timms | Guard    | 1997–2001 |